# Diabli mnie biorą

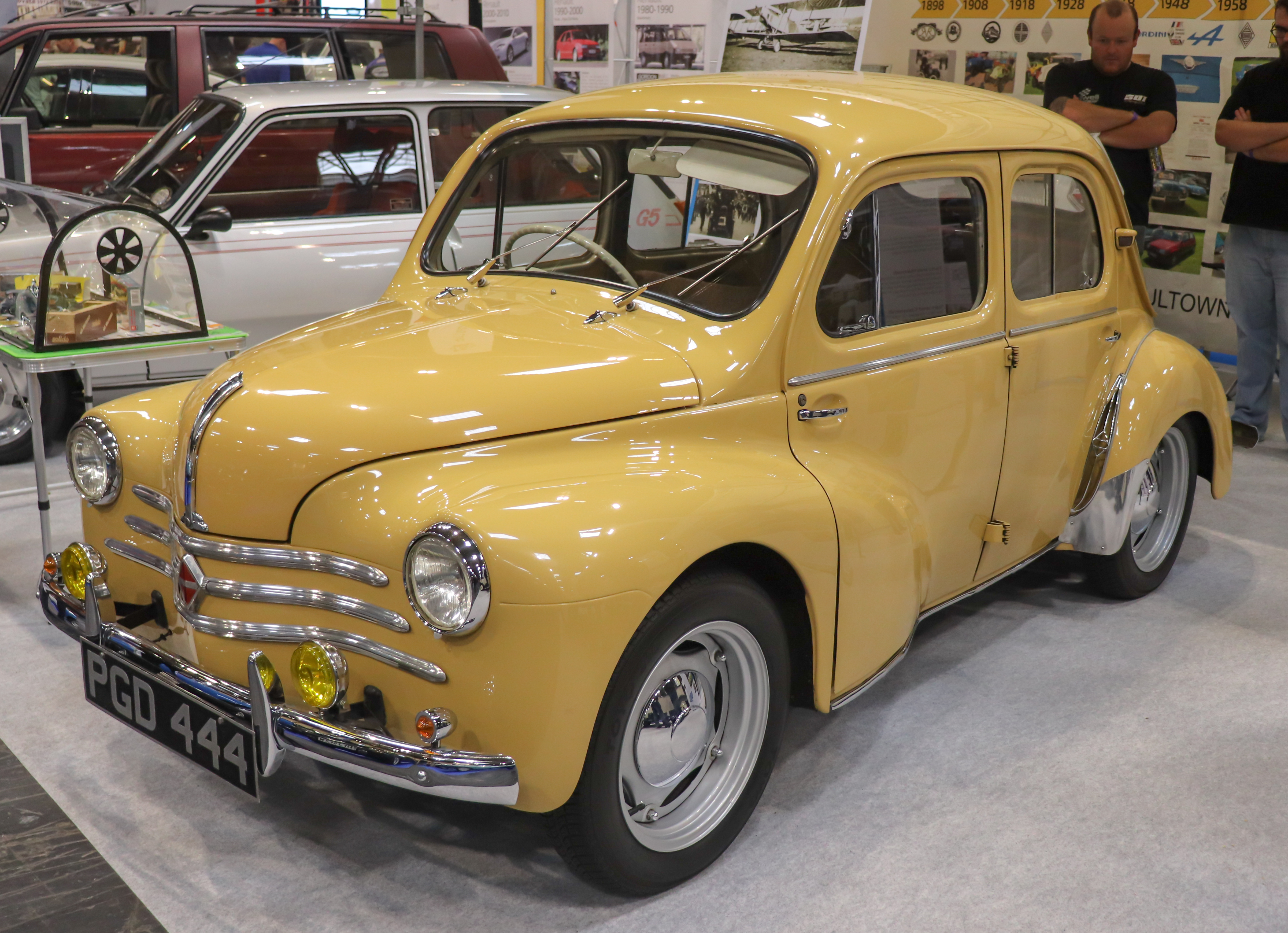
Renault 4CV, takim samochodem porusza się w filmie Pierre Durois

Diabli mnie biorą (fr. La moutarde me monte au nez) – francuski film komediowy z 1974 roku w reżyserii Claude’a Zidi, z Pierrem Richardem w roli głównej.
Film opowiada historię roztargnionego, prowincjonalnego nauczyciela matematyki, który przypadkowo wplątuje się w romans z gwiazdą filmową.

## Fabuła
Na skrzyżowaniu paparazzo uczepia się tylnego zderzaka mercedesa i wjeżdża do rezydencji gwiazdy ekranu Jackie Logan (Jane Birkin), jednak zostaje zauważony i wyrzucony z posesji. Mąż Jackie, Harry, opuszcza rezydencję wyjeżdżając służbowo, a jego żona nago pływa w przydomowym basenie. Nagle okazuje się, że w basenie ukrywa się paparazzo Patrick w stroju płetwonurka i fotografuje Jackie. Wykrytemu paparazzo udaje się jednak umknąć z łupem do oczekującego samochodu.
Pierre Durois (Pierre Richard) jest skromnym i gapowatym nauczycielem matematyki w surowej szkole żeńskiej, w Aix-en-Provence na południu Francji. Jego ojciec Hubert jest chirurgiem i konserwatywnym merem ubiegającym się o kolejną kadencję. Pierre dodatkowo jest speechwriterem swego ojca, pisząc mu płomienne przemówienia, oraz autorem tekstów dla Patricka do gazety. Patrick jest dziennikarzem tabloidu prowadzonego przez Alberta Renaudina, konkurenta Huberta Duroisa do stanowiska mera.
Narzeczona Pierre’a - Danielle - uczy w tej samej szkole WF-u. Uczennice płatają Pierre’owi figla, zamieniając mu teczki. W ten sposób aktówka z klasówkami zostaje zamieniona z tą z politycznymi przemówieniami ojca Pierre’a oraz z jeszcze jedną - Patricka - zawierającą kompromitujące zdjęcia Jackie w basenie. Pierre dokonuje niezwykłych czynów, by odwrócić zamianę teczek.
Pierre w poszukiwania Patricka, podwożąc żółtym samochodem Renault 4CV trzy uczennice przypadkowo wjeżdża na plan zdjęciowy westernu o Calamity Jane, niwecząc kosztowną scenę. Uciekając przed członkami ekipy filmowej, chowa się w przyczepie kempingowej, a w niej w napełnionej wannie. Przyczepa okazuje się należeć do Jackie. Pierrowi nie udaje się opuszczenie przyczepy, która holowana samochodem z Jackie wjeżdża do jej rezydencji. Tam Pierre zapoznaje się z Minou, gepardem Jackie. Samotna Jackie zaprasza Pierre’a na wspólną kolację w rezydencji. Pierre przypadkowo zafarbowuje włosy na różowo, a rano ucieka z rezydencji. Do szkoły podwozi go bardzo miły pan w niebieskich włosach.
Pierre w redakcji wdaje się w rozmowę z szefem gazety, nieopatrznie zdradzając mu, że był u Jackie. Gazeta publikuje artykuł Moja szalona noc z Jackie. Pierre gorączkowo wykupuje nakład i pozbywa się gazet. Jackie, początkowo wściekła, postanawia wykorzystać artykuł do wzbudzenia zazdrości u męża, który nie ma dla niej czasu. Ojciec postanawia kompromitującego go Pierre’a zamknąć i ukryć w swojej klinice. Pielęgniarze łapią Pierre’a po szalonym pościgu w szkole. Następnie cały zostaje zagipsowany i umieszczony na szpitalnym łóżku. Udaje mu się jednak uciec i zagarnąć karawan pogrzebowy, którym również wjeżdża na plan tego samego westernu, znowu psując scenę. Tam dopada z pretensjami Jackie, jednak ostatecznie zakochują się w sobie. Na zakończenie na spotkaniu wyborczym Huberta Duroisa Jackie i Danielle wywołują bijatykę o Pierre’a.

## Obsada
- Pierre Richard – Pierre Durois
- Jane Birkin – Jackie Logan
- Claude Piéplu – dr Hubert Durois, ojciec Pierre’a
- Danielle Minazzoli – Danielle, narzeczona Pierre’a
- Jean Martin – dyrektor szkoły
- Vittorio Caprioli – reżyser filmowy
- Clément Harari – Harry Welsinger, mąż Jackie
- Julien Guiomar – Albert Renaudin, szef gazety
- Henri Guybet – Patrick, fotograf, siostrzeniec Alberta